# Rogério Romero
Rogério Aoki Romero (Londrina, 22 de novembro de 1969) é um nadador brasileiro. 
Rogério Romero é o único nadador brasileiro finalista olímpico em quatro edições dos Jogos Olímpicos: Seul 1988 (final A dos 200 metros costas), Barcelona 1992 (final B dos 200 metros costas), Atlanta 1996 (final B dos 200 metros costas), Sydney 2000 (final A dos 200 metros costas) e primeiro nadador no mundo a participar de cinco edições dos Jogos Olímpicos (1988, 1992, 1996, 2000 e 2004).

## Biografia
Em 2005, Romero cursou gestão empresarial e gestão de projetos.
Foi secretário adjunto da Secretaria de Esportes e da Juventude de Minas Gerais e, desde 2013, é conselheiro nacional do Esporte e presidente do Fórum Nacional dos Secretários e Gestores Estaduais de Esporte e Lazer. Atualmente, é secretário adjunto da Secretaria de Turismo e Esportes de Minas Gerais.

### Trajetória esportiva
Romero começou a nadar por influência dos irmãos, que já praticavam natação, na Associação Cultural Esportiva de Londrina e, aos cinco anos, ganhou sua primeira medalha. Em 1986, mudou-se para Curitiba para treinar no Clube do Golfinho.
Participou do Campeonato Mundial de Esportes Aquáticos de 1991, em Perth, e ficou em 13º lugar nos 200 metros costas e 20º nos 100 metros costas.
Nos Jogos Pan-Americanos de 1991 em Havana, obteve a medalha de ouro nos 200 metros costas e ficou em quinto lugar nos 100 metros costas .
Participou das Olimpíadas de 1992 em Barcelona, onde ficou em décimo lugar nos 200 metros costas e 21º nos 100 metros costas.
Participou do Campeonato Mundial de Esportes Aquáticos de 1994, realizado em setembro em Roma, na Itália, e obteve o 12º lugar nos 200 metros costas e o 21º lugar nos 100 metros costas. 
Nos Jogos Pan-Americanos de 1995 em Mar del Plata, obteve a medalha de prata nos 4x100 metros medley, e a medalha de bronze nos 200 metros costas. Também terminou em quarto lugar nos 100 metros costas. 
Romero esteve nos Jogos Olímpicos de Verão de 1996 em Atlanta, onde ficou em 15º lugar nos 200 metros costas e 24º nos 100 metros costas.
Participou do Campeonato Mundial de Esportes Aquáticos de 1998 em Perth, e obteve o 13º lugar nos 200 metros costas e o 15º nos 100 metros costas. 
Romero foi aos Jogos Olímpicos de Verão de 2000 em Sydney, onde ficou em sétimo lugar nos 200 metros costas (sua melhor participação olímpica) e 24º nos 100 metros costas.
Participou do Campeonato Mundial de Natação em Piscina Curta de 2002 em Moscou, e ficou em 21º lugar nos 200 metros costas  e em 28º nos 100 metros costas. 
No Campeonato Mundial de Esportes Aquáticos de 2003 em Barcelona, ficou em 26º lugar nos 200 metros costas.
Nos Jogos Pan-Americanos de 2003 em Santo Domingo, obteve a medalha de ouro nos 200 metros costas. Também ficou em nono lugar nos 100 metros costas.
Romero esteve nos Jogos Olímpicos de Verão de 2004 em Atenas, onde ficou em 15º lugar nos 200 metros costas.
Especialista dos 200 metros costas, por muitos anos foi recordista sul-americano, num total de 29 recordes sul-americanos e 41 recordes brasileiros estabelecidos. Bicampeão pan-americano, 15 vezes campeão dos 200 metros costas no Troféu Brasil de Natação, decacampeão sul-americano nos 200 metros costas, tudo isso em 27 anos de carreira esportiva.